# آرماندو اوبیسپو
آرماندو اوبیسپو (هلندی: Armando Obispo؛ زادهٔ ۵ مارس ۱۹۹۹) بازیکن فوتبال اهل هلند است.
از باشگاه‌هایی که در آن بازی کرده‌است می‌توان به باشگاه فوتبال پی‌اس‌وی آیندهوون و باشگاه فوتبال ویتس‌آرنهم اشاره کرد.
وی همچنین در تیم‌های ملی فوتبال زیر ۱۸ سال هلند، زیر ۱۹ سال هلند و زیر ۲۱ سال هلند بازی کرده‌است.